# Xifeng, Qingyang
Xifeng är ett stadsdistrikt och säte för stadsfullmäktige i Qingyangs stad på prefekturnivå i provinsen Gansu i nordvästra Kina. Det ligger omkring 350 kilometer öster om provinshuvudstaden Lanzhou. 
Xifeng är indelat i tre stadsdelsdistrikt, fem köpingar och två socknar.
Stadsdelsdistrikt (jiedao):

- Beijie Banshichu (北街办事处街道)
- Nanjie Banshichu (南街办事处街道)
- Xijie Banshichu (西街办事处街道)

Köpingar (zhen):

- Dongzhi (董志镇)
- Houguanzhai (后官寨镇)
- Pengyuan (彭原镇)
- Wenquan (温泉镇)
- Xiaojin (肖金镇)

Socknar (xiang):

- Shishe (什社乡)
- Xiansheng (显胜乡)